# یون دا هون
یون دا هون (کره‌ای: 윤다훈؛ زادهٔ نام کوانگ وو در ۱ فوریه ۱۹۶۵) بازیگر اهل کره جنوبی است. شهرت او به خاطر ایفای نقش در سیتکام سه دوست در سال ۲۰۰۰ افزایش پیدا کرد. یون در مجموعه‌های تلویزیونی همچون فرشته نگهبان (۲۰۰۱)، بیا ازدواج کنیم (۲۰۰۵)، نگران نباش (۲۰۰۵)، کفتار (۲۰۰۶)، لطفاً برگرد سون ئه (۲۰۰۶) و سه مرد (۲۰۰۹) و فیلم‌های پزشک آسمان (۱۹۹۷)، داستان ناراحت‌کننده (۲۰۰۰) و خانواده (۲۰۰۲) بازی کرده‌است. دخترش نام کیونگ مین نیز بازیگر است.